# Krušćica (kanton środkowobośniacki)
Krušćica – wieś w Bośni i Hercegowinie, w Federacji Bośni i Hercegowiny, w kantonie środkowobośniackim, w gminie Vitez. W 2013 roku liczyła 2551 mieszkańców, z czego większość stanowili Boszniacy.